# Cyathophorella sublimbata
Cyathophorella sublimbata là một loài rêu trong họ Daltoniaceae. Loài này được Thwaites & Mitt. M. Fleisch. mô tả khoa học đầu tiên năm 1908.